# Emana
Emana est un quartier de la ville de Yaoundé au Cameroun situé dans l'arrondissement de Yaounde I dans le département de Mfoundi,.

## Histoire
Le nom Emana qui signifie fin en langue Béti, est un nom choisit par les populations autochtones pour signifier la fin des guerres tribales qui étaient monnaie courant entre les populations à une certaine époque de l'histoire de la ville de Yaoundé. Ces guerres se déroulaient au niveau de l'actuel Palais de l'Unité à Etoudi dans le but de conquérir des terres.

## Géographie
Le quartier Emana constitué d'Emana Centre et d'Emana Carrefour qu'on appelle communément Carrefour Etoudi.

## Institution
Emana renferme plusieurs institutions, des écoles, lycées, collèges:
- CES d'Emana Village
- Lycée Bilingue d'Emana